# Brachymeles libayani
Brachymeles libayani — вид сцинкоподібних ящірок родини сцинкових (Scincidae). Ендемік Філіппін.

## Поширення і екологія
Brachymeles libayani мешкають на островах Лапініг-Чіко, Лапініг-Гранде, Тілмубо і Тінтіман, розташованих біля північно-східного узбережжя островах Бохоль, можливо, також на самому Бохолі. Вони живуть у вологих тропічних лісах та на сільськогосподарських угіддях, в пухкому ґрунті, серед опалого листя між корінням дерев та в гнилій деревині.